# Облога Діу (1546)
Облога Діу 1546 року, відома також як Друга облога Діу — облога португальського індійського міста Діу військами індійського султанату Гуджарат у 1546 році. Була невдала для індійських сил  і завершилася перемогою Португалії.

## Передумови
На початку XVI століття мусульманський султанат Гуджарат був головною морською державою в Індії. Гуджарат у співпраці з єгипетськими мамелюками намагався протистояти португальському флоту, що зявився в Індійському океані після відкриття морського шляху до Індії португальською флотилією на чолі з Васко да Гама в 1498 році.
В 1508 році португальці зазнали поразки від об'єднаного мамлюко-гуджаратського флоту в битві при Чаулі, проте через рік взяли реванш у моській битві при Діу (1509). До 1536 року португальці отримали повний контроль над Діу, в той час як Гуджарат зазнав нападу з боку Великих Моголів.
У 1538 році османи, які захопили Єгипет (1517) і Аден (1538), об'єдналися з Гуджаратським султанатом, щоб почати спільний наступ на португальців. Вони взяли в облогу Діу в 1538 році, але зазнали відчутної поразки і були змушені відступити від міста.

## Облога
В 1546 році гуджаратський генерал Хаджар Сафар знову обложив Діу, намагаючись відбити у португальців місто і острів. Облога тривала сім місяців з 20 квітня 1546 року по 10 листопада 1546 року. Гарнізон португальських захисників Діу очолював Жуан де Машкареньяш.
Облога закінчилася, коли до Діу прибув португальський флот на чолі з губернатором Португальської Індії Жуаном де Каштру, який розгромив нападників.
Керівник армії Гуджарату Хаджар Сафар і його син Мухаррам Румі-хан (які, ймовірно, були албанського походження) були вбиті під час облоги.